# ホーリー・ゴースト!
ホーリー・ゴースト! (Holy Ghost!) は、アメリカ・ニューヨーク出身のエレクトロ・ポップデュオ。Nick MillhiserとAlex Frankelの2人によるプロジェクトで、ライブではバンドスタイルで演奏する。

## 概要
2007年、Nick MillhiserとAlex Frankelの2人によってニューヨークで結成される。2人は2003年にDFAプロデュースのアルバムで話題をよんだヒップ・ホップ・バンド、オートメイト(Automato)のメンバーだった。その縁もありDFAレコーズと契約、数枚のシングルやリミックスワークの後、2011年4月デビューアルバム『Holy Ghost!』をリリースする。アルバムの収録曲「Jam for Jerry」はピッチフォークの年間ベストトラック70位に選ばれた。
2013年9月、2ndアルバム『Dynamics』をDFAレコーズからリリースする。

## メンバー
- Nick Millhiser
- Alex Frankel

## ディスコグラフィ
スタジオ・アルバム
- Holy Ghost! (2011年4月1日、DFAレコーズ)
- Dynamics (2013年9月3日、DFAレコーズ)
- Work (2019年)

EP
- Static on the Wire (2010年)
- Crime Cutz (2016年)